# Kaliště (Orlické Podhůří)
Kaliště (německy Kalischt) je osada a část obce Orlické Podhůří v okrese Ústí nad Orlicí. Nachází se v nadmořské výšce okolo 435 metrů v katastrálním území Rviště, asi dva kilometry severovýchodně od Brandýsa nad Orlicí.

## Historie
První písemná zmínka o vesnici pochází z roku 1564.

## Galerie

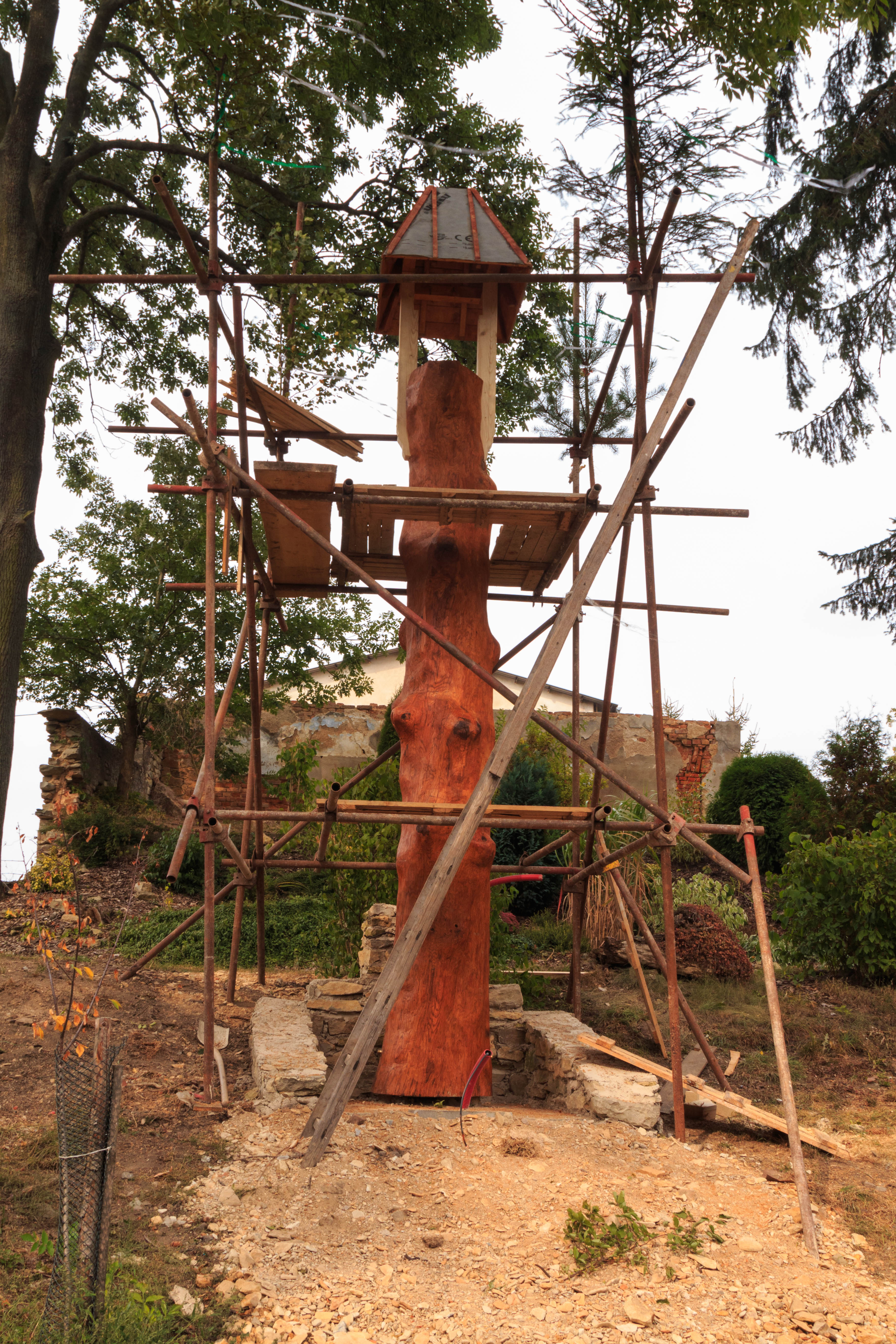
Zvonička
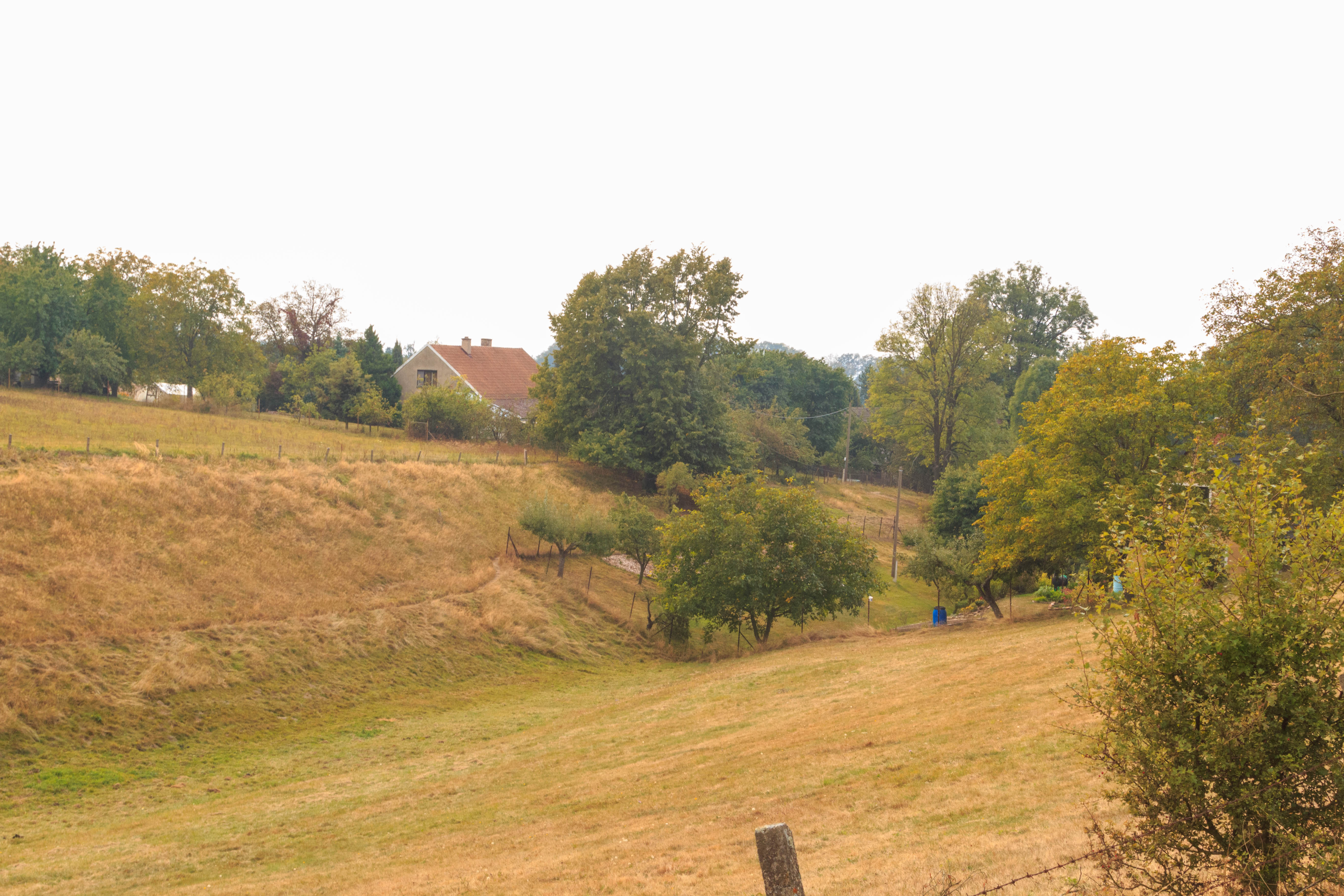
Dům čp. 2
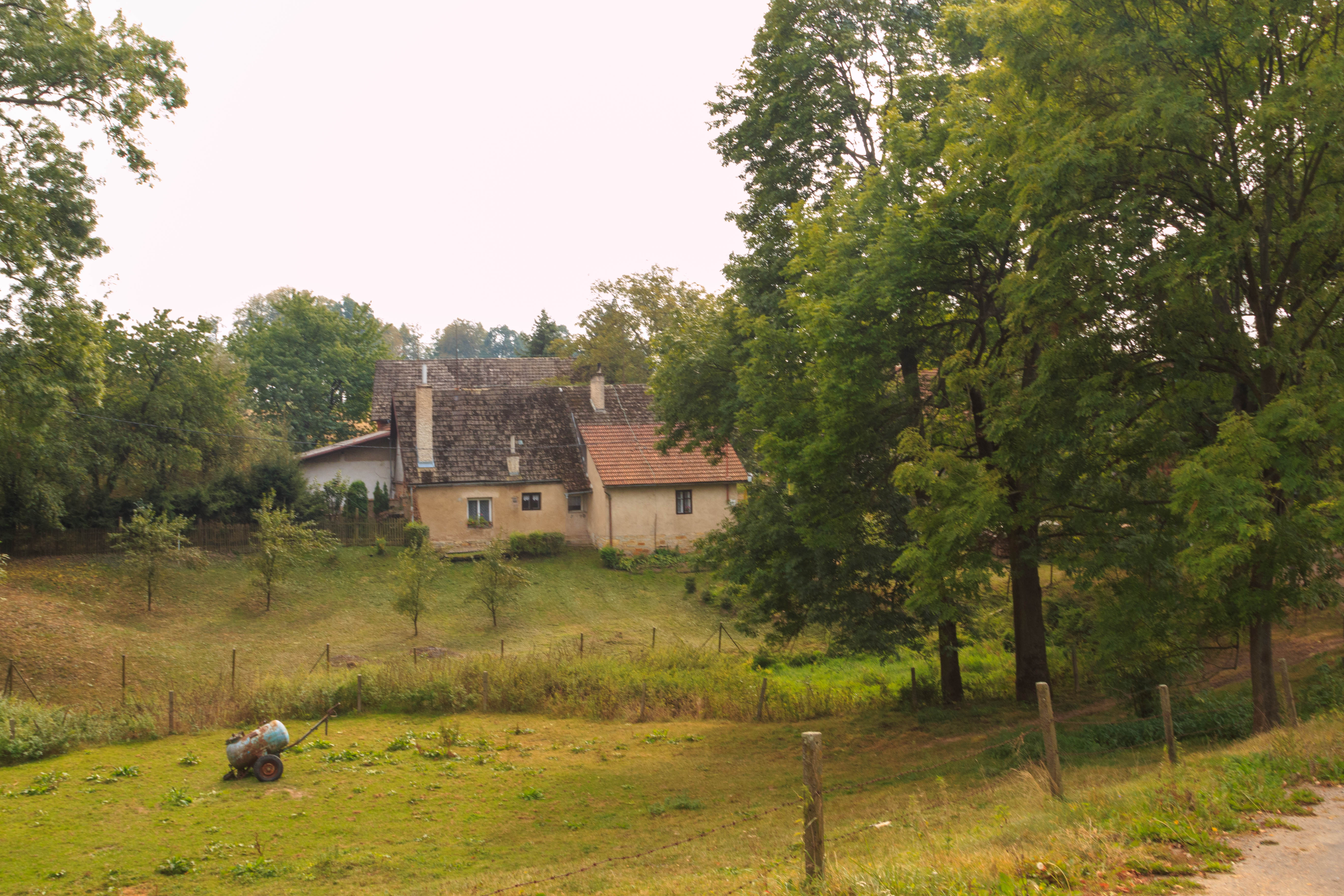
Dům čp. 3
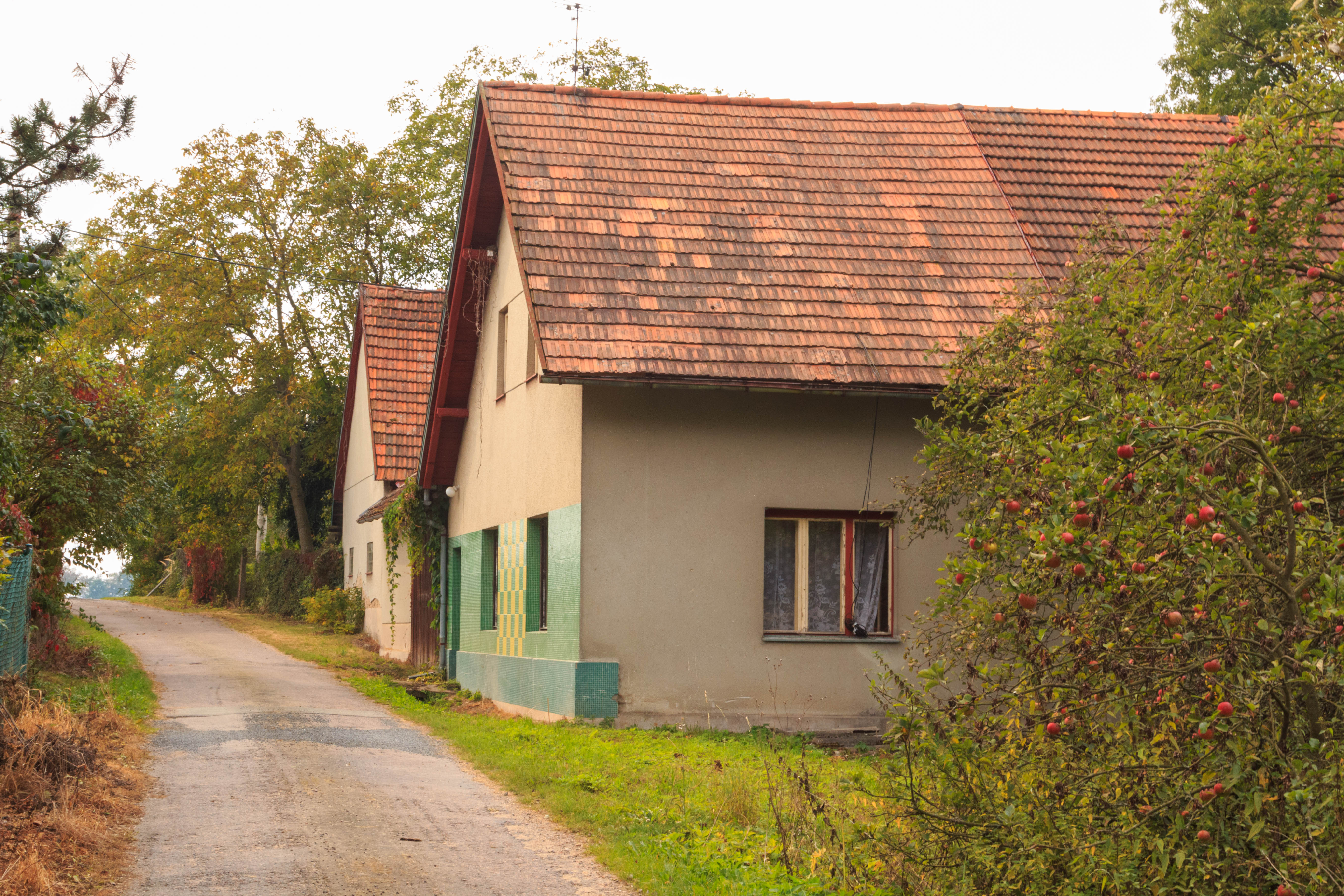
Dům čp. 5